# Žižkův buk (Libáň)
Žižkův buk u Libáně v okrese Jičín v Královéhradeckém kraji býval největším bukem v kraji. Dnes již tento buk lesní neexistuje a na jeho místě jsou jen poslední zbytky rozpadlého kmene. Údajně zanikl kolem roku 2000 – podle místních zahynul pod hromadami hnojiva, které k němu vyvezli družstevníci.
Stromu byl věnován prostor v televizním pořadu Paměť stromů, dílu č.7: Žižkovy stromy.